# Pilnická deklarace

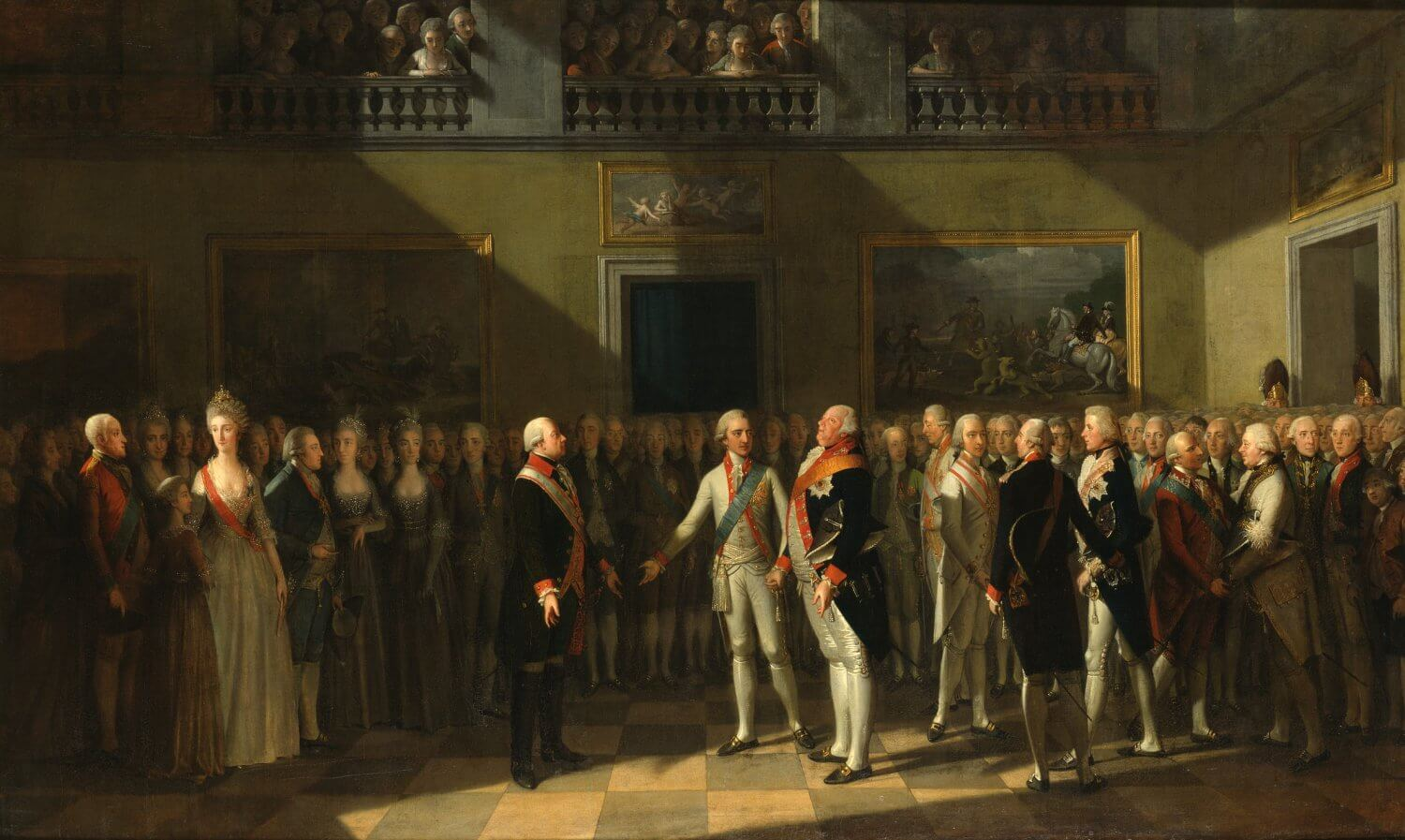
Johann Heinrich Schmidt, Banket k zahájení Pilnické deklarace, uprostřed rakouský císař, saský kurfiřt a pruský král; olejomalba 1792

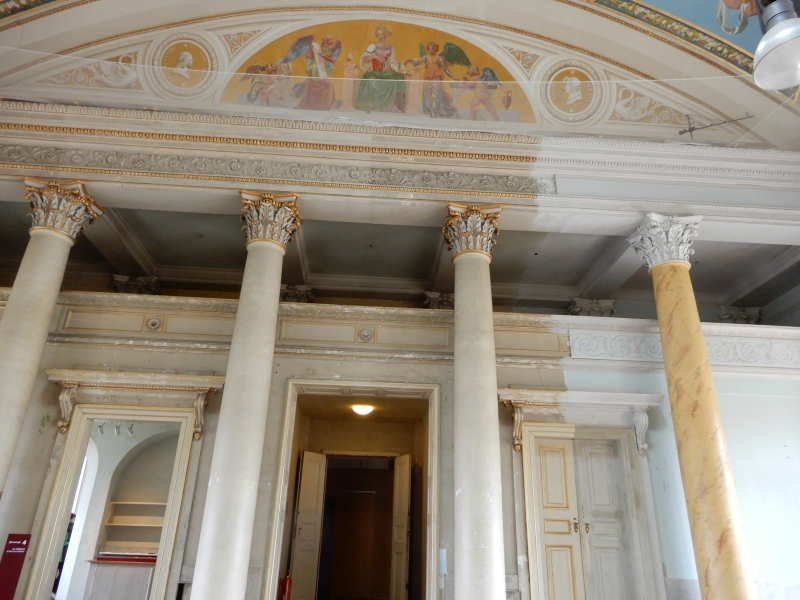
Sál Pilnické deklarace, stav k roku 2019

Pilnická deklarace byla prohlášením římskoněmeckého císaře Leopolda II. a pruského krále Fridricha Viléma II. Název je odvozen od místa vyhlášení, zámku Pillnitz, kde došlo 27. srpna 1791 k osobnímu setkání císaře Leopolda s pruským králem Fridrichem Vilémem. Přítomen byl též hostitel, saský kurfiřt Fridrich August III. Původně chtěli projednávat otázky vzájemných vztahů a postup vůči Osmanské říši, ale poté, co na tato jednání dorazila delegace francouzských emigrantů v čele s hrabětem d'Artois, se předmět jednání změnil na postup vůči změnám ve Francii.
Oba panovníci se shodli na nutnosti zachovat monarchii a požadovali bezpečnost pro krále a královnu, k vojenské intervenci proti revoluční Francii se mělo přistoupit jen pokud bude panovat jednomyslná shoda všech evropských velmocí. Byť se jednalo o velmi umírněnou formulaci, francouzské Národní shromáždění si deklaraci špatně vyložilo. Domnívali se, že se Leopold připravuje vyhlásit Francii válku, což vedlo k francouzské revoluční válce.

## Současnost
Exteriér zámku, rezidence, pavilonů a park byly do roku 2019 kompletně rekonstruovány. Interiéry jsou zpřístupněny, Mramorový sál, kde proběhla společenská část jednání, je po průzkumu omítek a zajištění nástěnné malby dosud prázdný, čeká na svou obnovu.